# جيفري ماركس
جيفري ماركس (بالإنجليزية: Jeffrey Marks)‏ هو كاتب أمريكي، ولد في 8 أكتوبر 1960.